# The Child of Destiny
The Child of Destiny è un film muto del 1916 diretto da William Nigh. Prodotto dalla Columbia Pictures e distribuito dalla Metro Pictures Corporation, il film uscì in sala il 24 luglio 1916. Il ruolo principale fu affidato a Irene Fenwick, famosa attrice teatrale che sarebbe poi diventata nel 1923 moglie di Lionel Barrymore.

## Trama
Bob Stange e il giudice Gates si ripromettono di non sposarsi mai. Ma, il primo a cedere è Bob che, nonostante una storia drammatica narratagli dal giudice, chiede la mano di Constance. Gates, mentre sta celebrando il matrimonio, riconosce nella sposa proprio la donna protagonista della vicenda che lo ha traumatizzato nei suoi rapporti con il sesso femminile. Ma anche Bob si ricrede nei confronti di Constance, riconoscendone la doppiezza quando scopre che la moglie gli è infedele.
Bob e il giudice vanno a ritemprarsi al campeggio dove incontrano Alita, allevata e cresciuta nei boschi. Bob si innamora della ragazza e le chiede di sposarlo, fidando nel divorzio con Constance. Ma Alita, quando scopre che l'innamorato non è libero, lo lascia e fugge via da lui. Constance, in effetti, non vuole divorziare. Ma Gates le rivela che Alita è la figlia che lei ha abbandonato molti anni prima. La donna, in preda al rimorso, si uccide. Bob è libero e Alita può tornare da lui.

## Produzione
Il film fu prodotto dalla Columbia Pictures Corporation.

## Distribuzione
Il copyright del film, richiesto dalla Columbia Pictures Corp., fu registrato il 28 luglio 1916 con il numero LP8795. 
Distribuito dalla Metro Pictures Corporation, il film uscì nelle sale cinematografiche statunitensi il 24 luglio 1916.
Non si conoscono copie ancora esistenti della pellicola che viene considerata presumibilmente perduta.